# الحركة الدولية للدفاع عن الأطفال
الحركة الدولية للدفاع عن الأطفال (DCI) هي منظمة دولية غير حكومية (INGO) تأسست في عام 1979 خلال السنة الدولية للطفل، لضمان العمل الدولي والوطني المستمر والعملي والمنهجي والمنسق الموجه خصيصًا نحو تعزيز و حماية حقوق الأطفال، على النحو المنصوص عليه في اتفاقية الأمم المتحدة لحقوق الطفل. وكان نايجل كانتويل أحد مؤسسيها ورئيسها الحالي هو خالد قزمار من فلسطين.

## الحركة الدولية للدفاع عن الأطفال - فلسطين
الحركة العالمية للدفاع عن الأطفال - فلسطين (DCIP) هي منظمة فلسطينية محلية مستقلة لحقوق الطفل تأسست عام 1991 لتعزيز حقوق الأطفال الذين يعيشون في الضفة الغربية والقدس الشرقية وقطاع غزة. كما تقوم بالتحقيق في انتهاكات حقوق الإنسان ضد الأطفال وتوثيقها، وتقديم الخدمات القانونية للأطفال الذين هم في أمس الحاجة إليها.
في تشرين الأول/أكتوبر2021، صنفت إسرائيل الحركة الدولية للدفاع عن الأطفال - فلسطين منظمة إرهابية، إلى جانب خمس منظمات فلسطينية غير حكومية أخرى: مؤسسة الضمير، ومؤسسة الحق، ومركز بيسان للبحث والتطوير، واتحاد لجان المرأة الفلسطينية، واتحاد لجان العمل الزراعي. وقد أدانت منظمة العفو الدولية وهيومن رايتس ووتش ومفوضية الأمم المتحدة السامية لحقوق الإنسان هذا التصنيف ووصفته بأنه "هجوم مباشر على حركة حقوق الإنسان الفلسطينية وعلى حقوق الإنسان في كل مكان". في يوليو/تموز 2022، أصدرت تسع دول في الاتحاد الأوروبي (بلجيكا والدنمارك وفرنسا وألمانيا وأيرلندا وإيطاليا وهولندا وإسبانيا والسويد) بيانًا مشتركًا قالت فيه أنها ستواصل العمل مع المنظمات الفلسطينية الست التي حظرتها إسرائيل لأن إسرائيل فشلت في إثبات وجوب اعتبارها جماعات إرهابية.
في 18 أغسطس/آب عام 2022، داهمت القوات الإسرائيلية مقرات المنظمات الستّ إلى جانب اتحاد لجان العمل الصحي (المحظور عام 2020) في رام الله والبيرة، وصادرت أجهزة كمبيوتر ومعدات وأمرت بإغلاقها.